# Reprografie

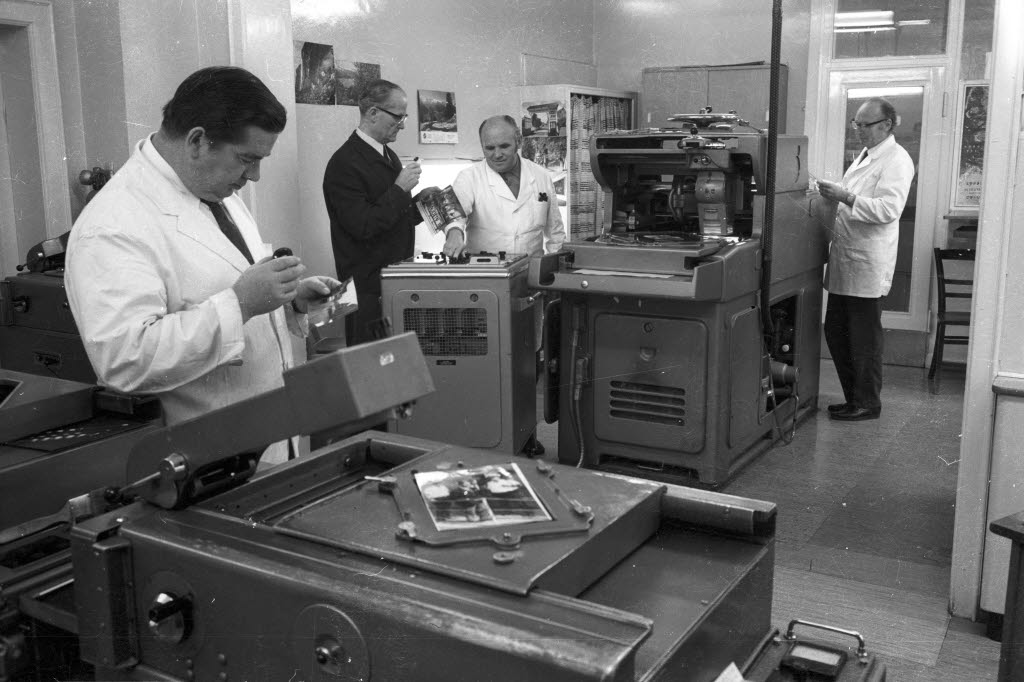
Reprografieabteilung der Kieler Nachrichten (1971)

Reprografie, kurz als Repro bezeichnet, ist ein Sammelbegriff für alle Verfahren der dauerhaften lichttechnischen Reproduktion von Vorlagen. Dies umfasst das Scannen, Kopieren, Plotten und das Ausdrucken. Einen Teilbereich stellt die Reprofotografie dar.
Neben der reinen Kopie bzw. dem Ausdruck von Dokumenten gehören zur gewerblichen Reprografie im gleichen Umfang die Weiter- und Endverarbeitung (Finishing). Diese Arbeiten umfassen bei kleinformatigen Dokumenten vorzugsweise das Schneiden, Heften, Lochen, Sortieren, Binden, Kaschieren und das Laminieren. Im Großformat-Bereich – also bei Papierformaten von DIN A2 bis DIN A0 – und bei formatfreien Abmessungen ist es oft notwendig, die Drucke (zum Beispiel technische CAD-Pläne und -Zeichnungen) zurechtzuschneiden und anschließend nach DIN zu falten. Eine klassische Heftrandfaltung (nach DIN 824) hat beispielsweise rund um das Dokument einen 0,5 cm breiten Rand; auf der linken Seite, also am Heftrand, befindet sich ein 2,0 cm breiter Rand. Die fertige Faltung soll meist A4-Format haben.
Reprografie wird von Dienstleistern angeboten, den so genannten Reprografie-Dienstleistern bzw. Reprounternehmen. Zwischen Anfang der 1960er Jahre und der Jahrtausendwende trat die Mehrheit der deutschen Betriebe unter einem gemeinsamen Verbandslogo am Markt auf, das aus den beiden Anfangsbuchstaben re (für Reprografie) bestand. Seit Mitte der 1990er Jahre verwenden diese Betriebe mehrheitlich hierfür den Begriff Plot-Service oder Plot-Dienstleistung. In Deutschland sind diese Unternehmen überwiegend im Wirtschaftsverband Kopie & Medientechnik e. V. (gegründet 1913 als Bund der Lichtpaus- und Plandruck-Anstalten Deutschlands, später Fachverband Reprografie) mit Sitz in Frankfurt am Main organisiert. Vorsitzender ist Wolfgang Leibig und Geschäftsführer ist Raoul Zardeninks.
Der ehemalige Verband Schweizerischer Reprografie-Betriebe trägt hingegen seit 2007 den Namen Copyprintsuisse.
In den USA sind die früheren Reprografie-Dienstleister in der Association of Printing and Data Solutions Professionals (APDSP), der ehemaligen IRgA, vereint. Executive Manager dort ist Ed Avis aus Sitz in Chicago.
Einen möglichen Einstieg in den Beruf stellt in Deutschland die Ausbildung zum Mediengestalter dar. Die Ausbildung dauert drei Jahre und wird mit einem Facharbeiter-Zeugnis abgeschlossen.
In der Schweiz dauert die Ausbildung zum Medientechnologen EFZ Fachrichtung Printmediatechnik vier Jahre und wird mit einem eidgenössischen Fähigkeitszeugnis abgeschlossen.